# Vita Kin
Vita Kin (ucraïnès: Віта Кін; nascuda el 25 de novembre de 1969) és una dissenyadora de moda ucraïnesa. És la fundadora de la marca Vita Kin.

## Biografia
Kin va néixer a Kíev, Ucraïna. Ha treballat en publicitat i fotografia de moda des del 2010.
El 2008, Kin va llançar la seva pròpia marca de roba Vita Kin per a Kingdom, especialitzada en vestits. El 2013, va crear la marca Vyshyvanka by Vita Kin, que es basa en vestits inspirats en la roba tradicional ucraïnesa, vyshyvanka. Les primeres col·leccions es van publicar sota el lema "Chic Nationale".
Durant la Setmana de la Moda de París 2015, el seu treball aparegué a la revista Vogue i a Harper's Bazaar.
També el 2015, The Wall Street Journal va qualificar les camises brodades de Vita Kin com els vestits d'estiu més populars del 2015. Al setembre, Kin va ser nomenada "Millor nouvinguda del 2015" als Best Fashion Awards. El novembre de 2015, Kin va ser nomenada "Millor dissenyadora de roba de dona d'Ucraïna" als <i>Elle Style Awards</i>.
El febrer de 2018, Kin va ser inclosa entre els 20 millors innovadors ucraïnesos segons la revista Focus.
La primavera del 2018, Vita Kin va presentar una col·lecció conjunta amb la marca Eres. El desembre de 2019, Kin va col·laborar amb Amanda Brooks per crear una col·lecció de roba de taula.

Després de la invasió russa d'Ucraïna el febrer de 2022, la revista de moda francesa L'Officiel va citar Kin dient:
"Estimats amics, socis, seguidors de tot el món... Estem lluitant de valent per la nostra llibertat i per la llibertat a tot el món. . . Molts es pregunten com poden ajudar. Us demano: doneu-nos la vostra atenció i energia a les xarxes socials. Els ucraïnesos lluiten per tots vosaltres. Tots els que publiquen moda, viatges, menjar, animals... Si us plau, estigueu amb nosaltres. Inspireu-nos i la bona voluntat triomfa!" La teva Vita Kin i 40 milions d'ucraïnesos.